# Boston Underground Film Festival
Le Boston Underground Film Festival (BUFF) est un festival de cinéma et de vidéo alternatif créé en 1998 et qui se déroule annuellement dans la région de Boston. Il met en lumière des courts métrages et des longs métrages peu diffusés par ailleurs. Depuis sa création jusqu’en 2017, il était le seul festival au monde à décerner le prix du film « le plus choquant » (« Most Effectively Offensive »). À l'occasion du vingtième anniversaire du festival, ce prix a été retiré et remplacé par celui de « Meilleur premier long métrage ».
Contrairement à ce que son nom pourrait laisser supposer, le Boston Underground Film Festival n'a plus eu lieu à Boston depuis 2003. L’édition 2004 s’est principalement déroulée à Arlington, Massachusetts, celle de 2005 à Somerville, Massachusetts et depuis 2006, le BUFF a  entièrement lieu à Cambridge, Massachusetts.

## Reconnaissance de la presse spécialisée
BUFF a été nommé l'un des «meilleurs festivals de genre sanglants au monde» par le  MovieMaker Magazine. Après le festival 2018, BUFF a été reconnu sur la liste Best of Boston 2018 du Boston Magazine en tant que meilleur festival du film et a reçu une mention spéciale aux prix spéciaux 2018 de la Boston Society of Film Critics.
En 2014, le festival a reçu le prix DIGTHIS! du journal DigBoston et en 2015 celui du meilleur festival de cinéma.

## L'histoire

### Catégories de récompenses
- Prix décernés par le public : Meilleur court-métrage, Meilleur long-métrage

- Prix du meilleur du premier long métrage (à partir de 2018)
- Prix du réalisateur (organisateurs BUFF): Meilleur court métrage, meilleur long métrage
- Prix du film le plus choquant (jusqu’en 2018)

Un prix pour l'ensemble d’une carrière et un autre récompensant le meilleur film de la Nouvelle-Angleterre sont parfois décernés.

## Films notables présentés
- Seul contre tous (film, 1998), Gaspar Noé (2001)
- Shucking the Curve, Todd Verow (2001)
- We Sold Our Souls for Rock 'n Roll, Penelope Spheeris (2001)
- Don't Ask Don't Tell, Doug Miles (2002)
- Zero Day, Ben Coccio (2003, Best of Fest winner)
- Horns and Halos, Galinsky/Hawley (2003))
- Dear Pillow, Bryan Poyser (2004, Best of Fest winner)
- Family Portraits: A Trilogy of America, Douglas Buck (2005)
- Graveyard Alive: A Zombie Nurse in Love, Elza Kephart (2005, Best of Fest winner)
- Thundercrack!, Curt McDowell, (2005)
- Stryker, Noam Gonick, (2005)
- A Forked World, Carey Burtt & James DiGiovanna (2005)
- Neighborhood Watch (aka Deadly End), Graeme Whifler (2006)
- The French Guy, Ann Marie Fleming (2006, Best of Fest winner)
- Psychopathia Sexualis, Bret Wood (2006)
- American Stag, Benjamin Meade (2007)
- Dante's Inferno, Sean Meredith (2007)
- Viva, Anna Biller (2007, Best of Fest winner)
- The Hamster Cage, Larry Kent (2007)
- Roman, Angela Bettis (2007)
- La Belle Bête, Karim Hussain (2008, Best of Fest winner)
- The Wizard of Gore, Jeremy Kasten (2008)
- Pop Skull, Adam Wingard (2008)
- Who is KK Downey? Darren Curtis & Pat Kiley (2008)
- Otis, Tony Krantz (2008)
- The Last American Freak Show, Richard Butchins (2009)
- Bad Biology, Frank Henenlotter (2009)
- Deadgirl, Marcel Sarmiento & Gadi Harel (2009)
- Modern Love is Automatic, Zach Clark (2009, Best of Fest winner)
- Mock Up on Mu, Craig Baldwin  (2009)
- Morris County, Matthew Garrett (2009)
- Love Exposure, Sion Sono (2010)
- Red White &amp; Blue, Simon Rumley (2010, Best of Fest winner)
- Stuck!, Steve Balderson (2010)
- The Life and Death of a Porno Gang, Mladen Djordjevic (2010)
- Amer, Hélène Cattet & Bruno Forzani (2010)
- Hobo with a Shotgun, Jason Eisener (2011)
- The Woman, Lucky McKee (2011)
- Profane, Usama Alshaibi (2011, Best of Fest winner)
- Frankie in Blunderland, Caleb Emerson (2011)
- Chop, Trent Haaga (2011)
- A Horrible Way to Die, Adam Wingard (2011)
- Helldriver, Yoshihiro Nishimura (2011)
- John meurt à la fin, Don Coscarelli (2012)
- Excision, Richard Bates, Jr. (2012)
- Contrebande, Katsuhito Ishii (2012)
- Inside Lara Roxx, Mia Donovan (2012)
- Manborg, Steven Kostanski (2012, Best of Fest winner)
- See You Next Tuesday, Drew Tobia (2013)
- Le Renne blanc, Zach Clark (2013, Best of Fest winner)
- Crime contre l'humanité, Jerzy Rose (2014, Best of Fest winner)
- Starry Eyes, Dennis Widmyer & Kevin Kölsch (2014)
- Blue Ruin, Jeremy Saulnier (2014)
- The Editor, Adam Brooks &amp; Matthew Kennedy (2015)
- We Are Still Here, Ted Geoheghan (2015)
- I Am a Knife with Legs, Bennett Jones (2015, Best of Fest winner)
- Remedy, Cheyenne Picardo (2015)
- Trash Fire, Richard Bates, Jr. (2016)
- Blood of the Tribades, Sophia Cacciola and Michael J. Epstein (2016)
- A Life In Waves, Brett Whitcomb (2017)
- Dave Made a Maze, Bill Watterson (2017, Audience Award for Best Feature)
- Ils reviennent…, Issa López (2018, Audience Award for Best Feature)
- Laissez bronzer les cadavres, Hélène Cattet and Bruno Forzani (2018)
- My Name is Myeisha, Gus Krieger (2018, Director's Choice Best Feature)
- Tone-Deaf, Richard Bates, Jr. (2019)
- Hail Satan?, Penny Lane (2019)
- Werewolf, Adrian Panek (2018)
- Industrial Accident: The Story of Wax Trax! Records, Julia Nash (2018)
- Mope, Lucas Heyne (2019)
- Clickbait, Sophia Cacciola and Michael J. Epstein (2019)
- Un couteau dans le cœur, Yann Gonzalez (2019)

## Invités notables
- Bill Plympton (2003)
- George A. Romero (2004)
- Douglas Buck (2005)
- Ann Marie Fleming (2006)
- Lloyd Kaufman (2006)
- Angela Bettis (2007)
- Lucky McKee (2007 et 2011)
- Anna Biller (2007)
- Terence Nance (2007)
- Todd Verow (2007)
- Larry Kent (2007)
- Karim Hussain (2008)
- Jérémy Kasten (2008)
- Adam Wingard (2008)
- Steve Balderson (2008-2010)
- Tony Krantz (2008)
- Frank Henenlotter (2009 et 2016)
- George Kuchar (2010)
- Vison volé (2010)
- Simon Rumley (2010)
- Gorman Bechard (2010)
- Jason Eisener (2011)
- Trent Haaga (2011)
- Caleb Emerson (2011)
- Don Coscarelli (2012)
- John Fasano (2012)
- Richard Bates, Jr. (2012 et 2016)
- Jérémy Saulnier (2014)
- Larry Fessenden (2016)
- Suzanne Ciani (2017)
- Issa López (2018)
- Penny Lane (2019)